# Kulenkampffallee

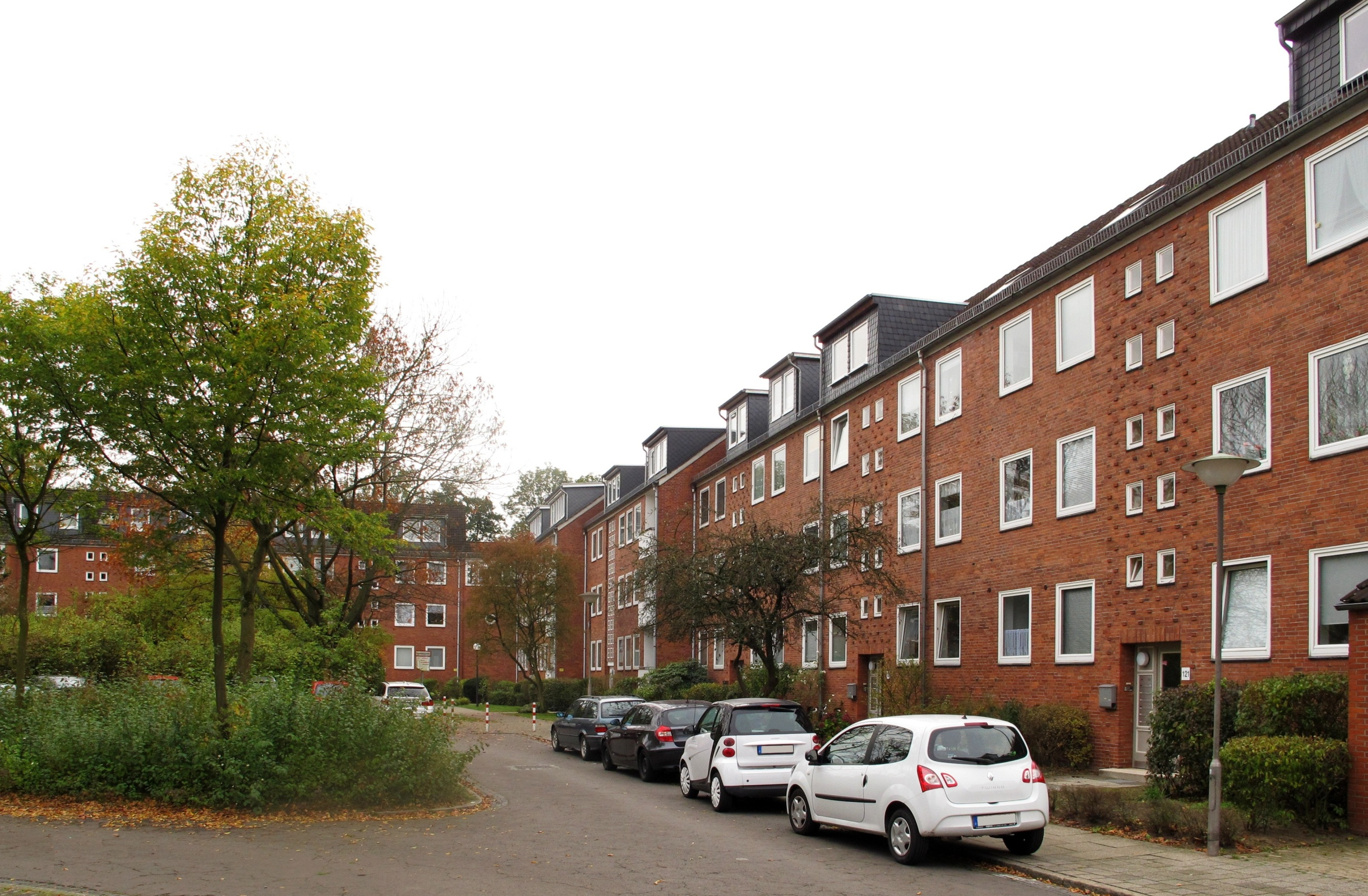
Wohnbauanlagen Sparer-Dank, Anlage 1: Blick von Kulenkampffallee in den östlichen Wohnhof

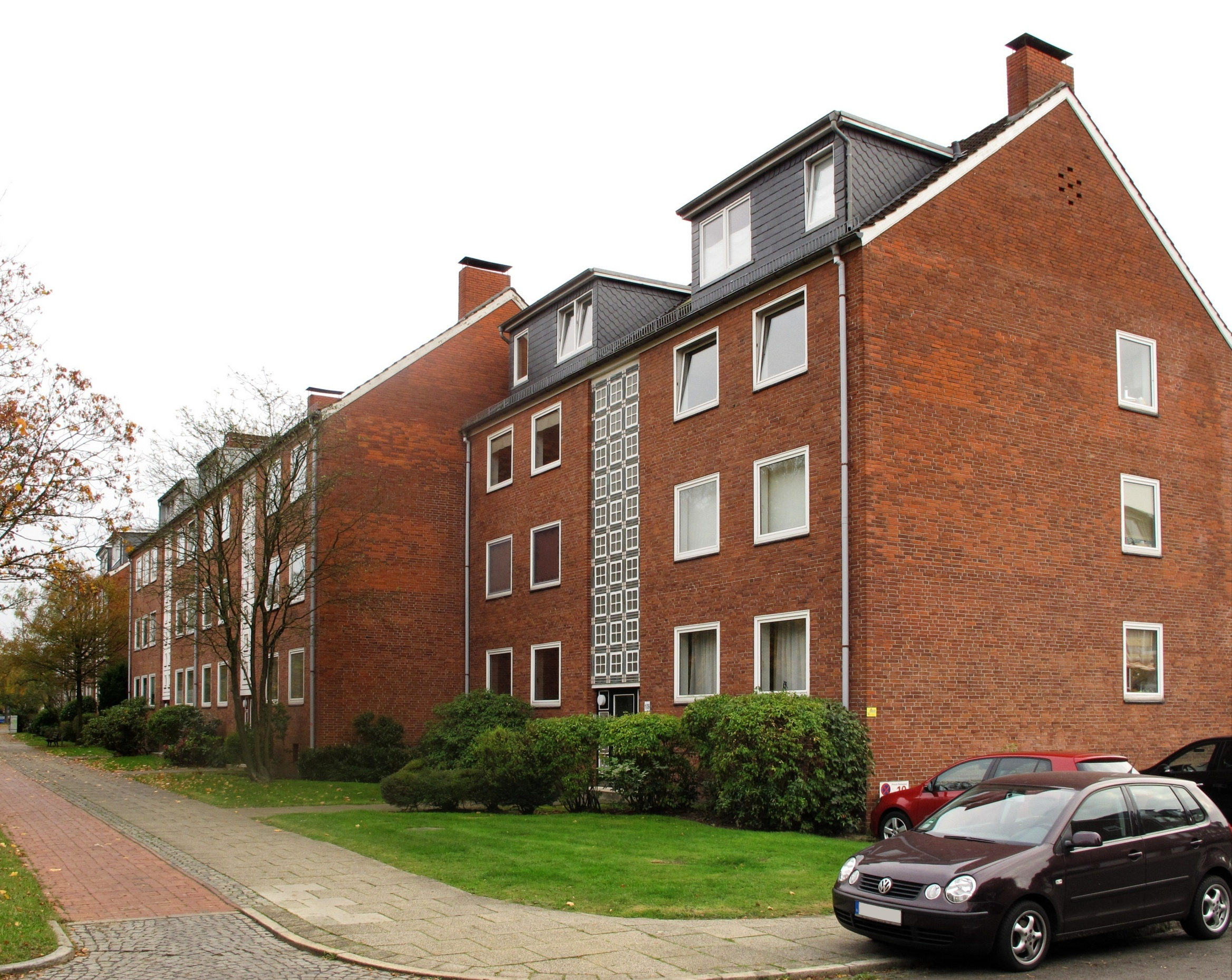
Anlage 1: Blick entlang Kulenkampffallee

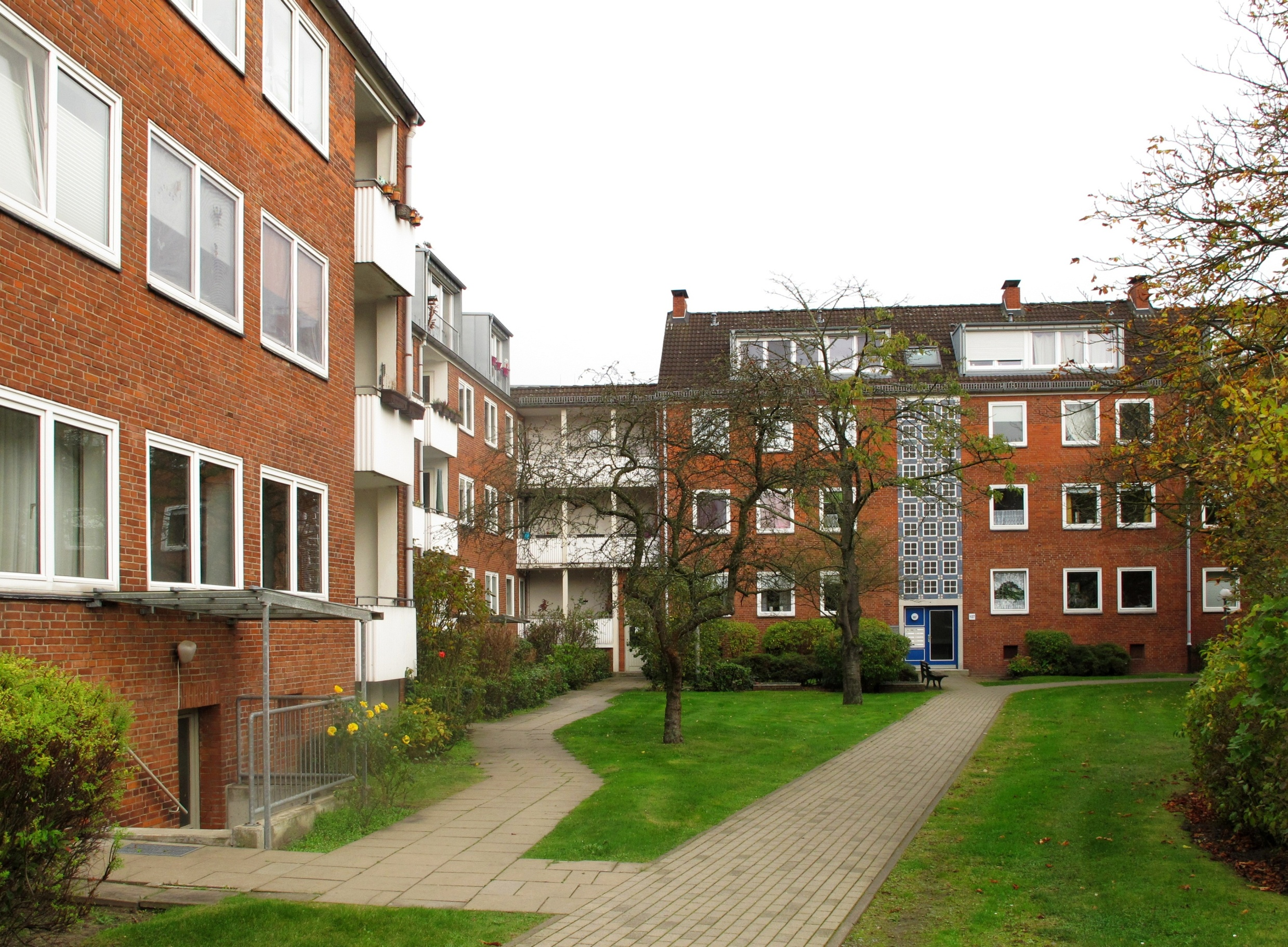
Anlage 1: Mittlerer Wohnhof

Die Kulenkampffallee ist eine zentrale Erschließungsstraße in Bremen, Stadtteil Schwachhausen, Ortsteil Neu-Schwachhausen. Sie führt überwiegend in Nordwest-Südost-Richtung von der Parkallee am Bürgerpark Bremen bis zur Wätjenstraße und H.-H.-Meier-Allee.
Die Querstraßen und Anschlussstraßen wurden u. a. benannt als Parkallee nach dem Bürgerpark, Meinertzhagenstraße nach der Kaufmannsfamilie (u. a. Georg und Daniel M.), Crüsemannallee nach dem Mitbegründer des Norddeutschen Lloyds Eduard Crüsemann (1826–1869), Koenenkampstraße nach dem Seidenkaufmann Wilhelm Koenenkamp (1859–1941), Biermannstraße nach dem bremischen Zigarrenfabrikant Friedrich Biermann (1837–1904), H.-H.-Meier-Allee nach dem Gründer des Norddeutschen Lloyds Hermann Henrich Meier (1809–1898), Wätjenstraße nach den Bremer Reedern Diedrich Wätjen (1785–1858) und Heinrich Wätjen (1813–1887); ansonsten siehe beim Link zu den Straßen.

## Geschichte

### Name
Die Kulenkampffallee wurde 1957 nach der alten Bremer Kaufmannsfamilie Kulenkampff benannt, aus der u. a. der Mitgründer des Norddeutschen Lloyds (NDL) Gustav Kulenkampff (1811–1878), der Wollkaufmann Heinrich Kulenkampff (1857–1926), der Direktor des Norddeutschen Lloyds Johannes Kulenkampff (1901–1987), aber auch der Komponist und Dirigent Gustav Kulenkampff, der Physiker Helmuth Kulenkampff (1895–1971) und der Fernsehmoderator Hans-Joachim Kulenkampff (1921–1998) stammen.

### Entwicklung
Neu-Schwachhausen wurde erst nach dem Zweiten Weltkrieg in den 1960er/1970er Jahren mit mehrgeschossigen Miethäusern bebaut, u. a. durch die Bremer Beamtenbaugesellschaft (BBG) und der Bremer Schoss. Der Ortsteil hatte 5723 Einwohner (2009). Die Wohnbauanlagen Sparer-Dank an der Ecke zur Koenenkampstraße von der Bremer Schoß von 1961 bis 1966 nach Plänen von Gerhard Müller-Menckens, Friedrich Heuer und Gunter Müller zählen zu den bedeutenden Bremer Bauwerken.

### Verkehr
Im westlichen Bereich der Kulenkampffallee liegt seit 1960 die gleichnamige Endstelle der Straßenbahn Bremen. Von hier fuhr bis 1998 eine Straßenbahnlinie zum Flughafen, zunächst als Linie 15, ab 1967 umbenannt in Linie 5. Ab 1998 wurde die Endstelle abwechselnd von zwei Linien (Linie 5 nach Huckelriede und Linie 8 nach Huchting) bedient, was sich jedoch betrieblich nicht bewährte. Seit 2002 fährt hier nur noch die Linie 8 über Domsheide nach Huchting, seit 2006 abends und sonntags verkürzt bis zum Hauptbahnhof und danach in einer Schleifenfahrt über Brill – Westerstraße – Domsheide wieder zurück. Zu einem Kuriosum kam es von Oktober 2015 bis Oktober 2016, als die Straßenbahnen in diesem Bereich wegen Wagenmangels nur am Wochenende fuhren, montags bis freitags wurden sie durch Busse ersetzt.
Das östliche Ende der Kulenkampffallee wird seit 1959 von der Straßenbahn erschlossen. Seit 1967 fährt hier die Linie 6, seit 1998 wird von hier der Flughafen angefahren.
Im Nahverkehr in Bremen durchfährt die Buslinie 22 (Kattenturm-Mitte ↔ Universität-Ost) die Straße in dem westlichen Teilstück.

## Gebäude und Anlagen
Die Straße ist überwiegend mit drei bis viergeschossigen Wohngebäuden bebaut.
Erwähnenswerte Gebäude und Anlagen
- Nr. 1 bis 15: 1- bis 2-gesch. Wohnhäuser
- Wendeschleife der Straßenbahn
- Nr. 53 bis 193: 3- bis 4-gesch. Wohnhäuser; viele Wohnanlagen zwischen Crüsemannallee und Nr. 141 gruppieren sich um fünf grüne Innenhöfe
  - Nr. 65a: 3-gesch. Dienstleistungszentrum der Paritätischen Gesellschaft für soziale Dienste
  - Die Biermannstraße führt zum Bremer Tennis-Club von 1912
- Nr. 124 bis 174 : 3- bis 4-gesch. Wohnhäuser
  - Koenenkampstraße 1/Kulenkampffallee/Crüsemannallee: 3-gesch. Rotstein verblendete Wohnbauanlagen Sparer-Dank mit 430 Wohnungen von 1961 bis 1966
  - Nr. 142 a: 4-gesch. AWO-Altenwohn- und Pflegeheim Sparer Dank von 1988 der Stiftung Sparer Dank (hintere Reihe)
- Nr. 176/178: Neueres 4-gesch. Wohn- und Geschäftshaus von um 1980/90 mit Apotheke und kleinem Einkaufsmarkt